# Uranovi mali unutarnji pravilni sateliti
Unutar putanje Uranovog mjeseca Mirande nalaze se Uranovi mali unutarnji pravilni sateliti. Riječ je o 13 malih pravilnih satelita koji spadaju u Uranove najbliže poznate satelite. 

## Porijeklo imena satelita
Kao i ostali Uranovi sateliti, i ovih 13 satelita je dobilo imena prema likovima iz djela Williama Shakespearea i Alexandera Popea. 
Kordelija (Cordelia) je kćerka kralja Leara u "Kralju Learu". Ofelija (Ophelia) je kćerka Polonija u "Hamletu". Bjanka (Bianca) je sestra Katarine u djelu "Taming of the Shrew". Kresida (Cressida) je kćerka Calchasa u djelu "Troilus i Cressida". Dezdemona (Desdemona) je Otelova žena u "Otellu". Julija (Juliet) je tragična junakinja iz "Romea i Julije". Porcija (Portia) je lik iz djela "Mletački trgovac". Rozalinda (Rosalind) je kćerka vojvode iz djela "As You Like It". Belinda je heroina iz djela "Rape of the Lock" (autor je Alexander Pope). Pak (Puck) je lik iz djela "San ljetne noći" ("Midsummer-Night Dream").

## Povijest otkrića
Osim 2 najmanja satelita koji su otkriveni uz pomoć HST-a u rujnu 2003., ostalih 11 unutarnjih satelita otkrila je letjelica Voyager 2 prilikom preleta pokraj Urana u siječnju 1986. Samo se (Pak), prvo otkriveni, a ujedno i najveći (162 km u promjeru), od ovih 10 satelita koje je otkrio Voyager 2 uspio staviti u raspored za fotografiranje, dok su ostali zabilježeni samo kao točkice na grupnim snimkama.
Satelit Perdita su otkrili Erich Karkoscha i drugi, u svibnju 1999. godine uspoređivanjem fotografija Urana koje su načinili Voyager 2 i HST. Perdita je, zbog nemogućnosti astronoma da ga pronađu na novijim snimkama, bila u siječnju 2002. izgubila status satelita, no astronomi Mark Showalter i Jack Lissauer ponovno su ga pronašli u kolovozu 2003. godine.
Sateliti Mab i Kupid snimljeni su uz pomoć HST-a u rujnu 2003. godine. 

## Osnovno o satelitima
Podataka o ovih 13 malih satelita ima vrlo malo. Redom od Urana prema vani nalaze se Kordelija(na udaljenosti od 49 752 km od središta Urana), Ofelija (53 764 km), Bjanka (59 165 km), Kresida (61 767 km), Dezdemona (62 659 km), Porcija (66 097 km), Rozalinda (69 937 km), Kupid (oko 74 800 km), Perdita (oko 75 000 km), Belinda (75 255 km), Pak (86 006 km) i Mab (oko 97 700 km).
Kordelija se nalazi s unutarnje strane prstena Epsilon (Uranovog najvećeg prstena), dok se Ofelija nalazi s prstenove vanjske strane. Ova dva satelita su pastirski sateliti prstena, što znači da sprečavaju rasipanje materijala izvan njegovih granica.
Svih 13 satelita su gromade nepravilnog oblika, a promjeri im se kreću od oko 10 km (S/2003 U1) do 162 km (Pak).

## Vanjske poveznice
- Astronomska sekcija FD-Split: Uranovi unutarnji sateliti  Arhivirana inačica izvorne stranice od 29. listopada 2005. (Wayback Machine)